# SN 2003lq
SN 2003lq – supernowa typu Ia odkryta 28 grudnia 2003 roku w galaktyce UGC 5. W momencie odkrycia miała maksymalną jasność 17,20m.